# نائومی (بازیگر پورنوگرافی)
نائومی (انگلیسی: Naomi؛ زاده ۲۵ سپتامبر ۱۹۸۳) بازیگر پورنوگرافی اهل ایالات متحده آمریکا زاده لس آنجلس، کالیفرنیا است.